# Dirección postal

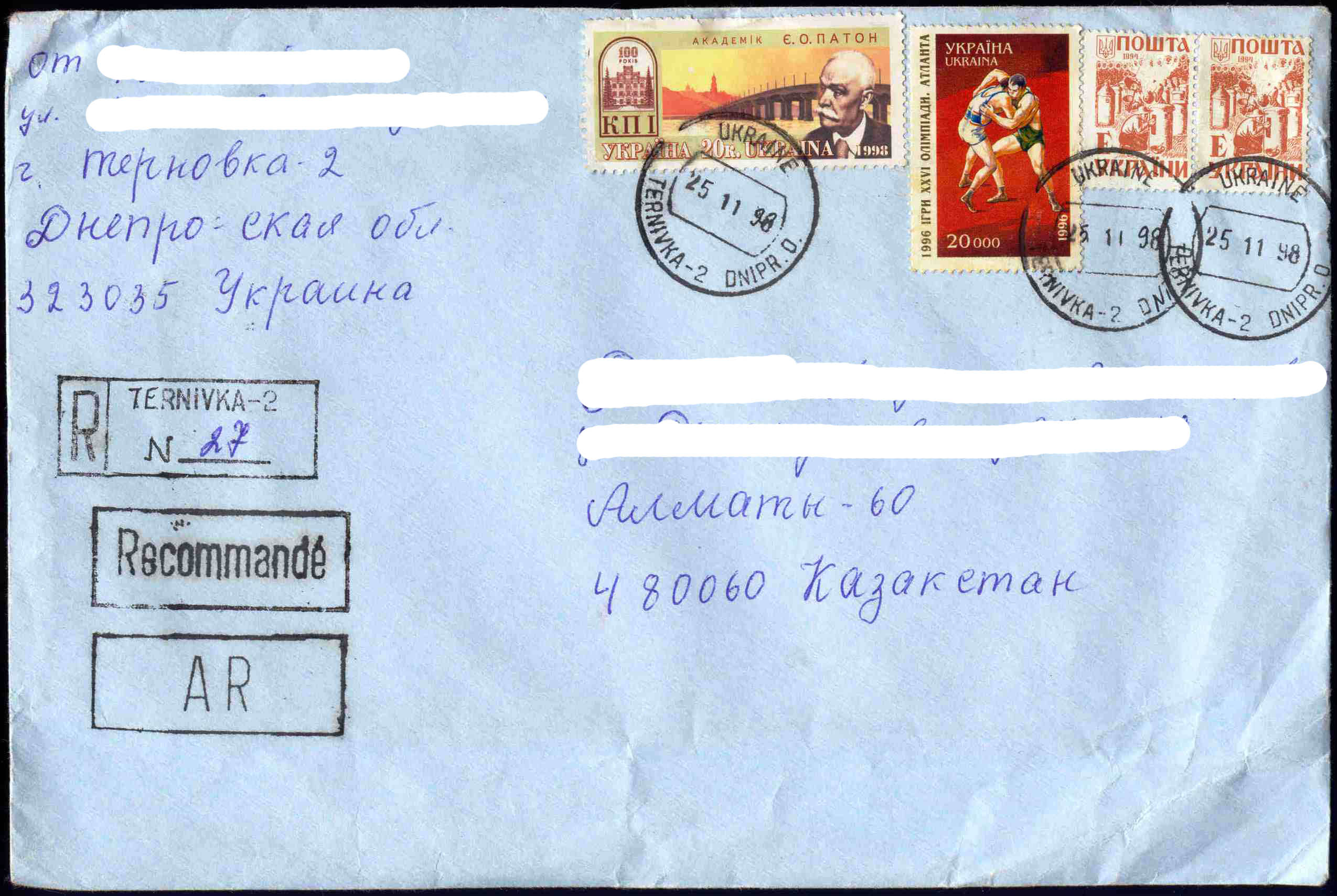
Sobre despachado en Ternivka, Ucrania, el 25 de noviembre de 1998, y con cuatro estampillas postales

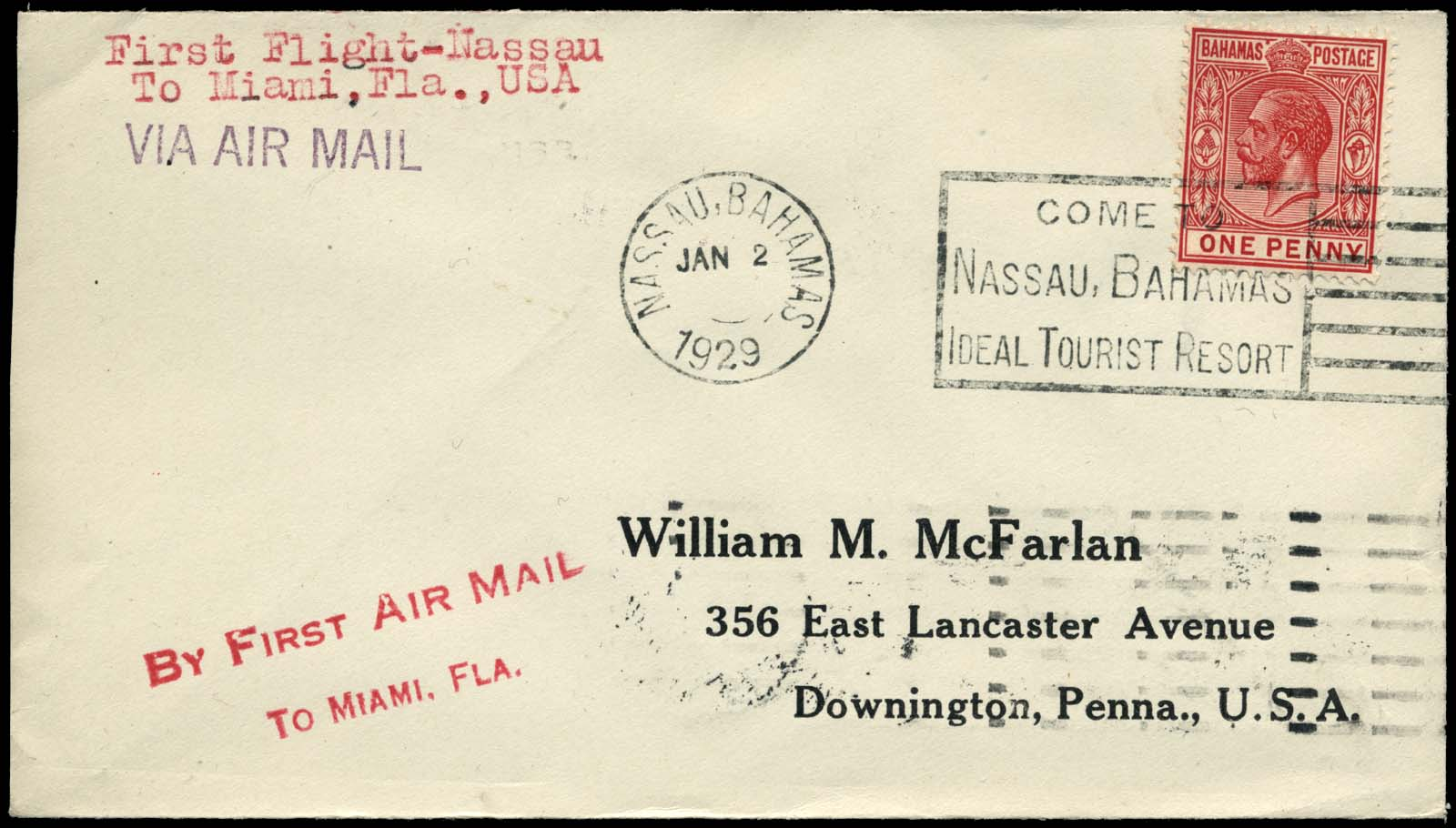
Sobre despachado en Nassau, Bahamas, el 2 de enero de 1929, y con una sola estampilla postal.

La dirección postal o direccionamiento, es una identificación completa del destinatario de un correo. Esta identificación se debe inscribir en el sobre o cubierta del envío, lo que permite a la empresa postal encaminar y finalmente entregar ese correo.
Las direcciones postales responden a normas de presentación y contenido propias de cada país.

## Observaciones generales
La dirección postal es generalmente escrita en el centro o centro-derecha del sobre, y los Sello postal timbres postales deben ser pegados, en lo posible, en la zona superior-derecha del sobre. Si la cubierta del correo es por ejemplo un cilindro de cartón, para así asegurar de que no haya daños sobre el contenido, en lo posible también se preferirá transcribir o pegar la dirección en una zona central, y ubicar los sellos postales a su derecha.
La identificación del remitente o expedidor es sugerida e incluso en ciertos casos exigida, y las normas recomiendan ubicar esta información en el reverso del sobre, o en su defecto en el anverso del mismo pero situando entonces las señas del remitente en la zona superior izquierda. Para evitar confundir las señas del destinatario con las del remitente, en muchos sobres y en forma pre-impresa se señalan las ubicaciones sugeridas para estas informaciones.
En las últimas décadas el uso de etiquetas para allí indicar las señas completas de los destinatarios, y en estos casos lo frecuente es que dichas etiquetas sean impresas por computadora, lo cual por cierto es una solución cómoda que puede ahorrar mucho tiempo de trabajo humano, si la alternativa fuera escribir una por una dichas señas directamente en los sobres, a mano o a máquina. Obviamente, una vez prontas estas etiquetas, las mismas simplemente son retiradas del soporte y pegadas en los correspondientes sobres.
Si un sistema de tratamiento automático del correo se encuentra operativo, una máquina lee las direcciones y las convierte en una conveniente información en código de barras, o bien esta primera operación se realiza en forma manual. Y a partir de este momento, dicho código de barras es el que luego es utilizado por las máquinas postales para con más comodidad y seguridad dirigir los correos de la correspondiente oficina postal de origen a la oficina postal de destino.

## Alemania
En Alemania, el código postal debe ubicarse inmediatamente antes del nombre de la localidad. De todas maneras, el número que señala la puerta o la entrada debe ubicarse hacia el fin de la dirección (contrariamente a lo que es habitual en Francia), mientras que el complemento de la dirección (no obligatoria) en principio debe ser ubicado en una segunda línea.
Ejemplo de una dirección en Alemania:
```
Firma ABC
Kundendienst
Hauptstr. 5
01234 Musterstadt
```

## Argentina
En Argentina, el Código Postal Argentino (CPA) se debe escribir en mayúsculas y sin paréntesis ni prefijos (C.P. o Cód. Postal) ni guiones entre las letras o números que lo componen.
- Se deben escribir alineados a la izquierda, los datos del destinatario.
- Colocar el direccionamiento de la correspondencia, mediante atenciones personalizadas, en la parte del destinatario (por ejemplo, no escribir "At. Sr. Juan Pérez" debajo del CPA).
- En el caso de que el nombre de la calle contenga algún número, se debe anteponer el prefijo "N°" y luego la altura del domicilio (por ejemplo, calle 12 N° 705).
- Escribir el nombre de la provincia no es necesario porque la indica la primera letra del CPA.

Ejemplos para escribir correctamente el CPA y las direcciones del destinatario y del remitente en un sobre:
- Si el destino es en Ciudad Autónoma de Buenos Aires o una provincia:
  - Destinatario (pueden ser varios renglones).
  - Nombre de la calle y número de la altura del domicilio.
  - Piso, departamento o barrio (en caso de que sea necesario).
  - CPA.
  - Localidad.

```
Juan Pérez
Balcarce 50
Piso 2
C1064AAB
Ciudad Autónoma de Buenos Aires
```

- Si el destino es una Casilla de Correos:
  - Destinatario.
  - Casilla de Correo y número.
  - Nombre de Sucursal (opcional).
  - CPA.
  - Localidad.

```
José Pérez
Casilla de Correo 432
Correo Central
C1000WAC
Ciudad Autónoma de Buenos Aires
```

- Si el destino son parajes o escuelas rurales, o estancias:
  - Destinatario.
  - Nombre del paraje, escuela rural, estancia, etcétera.
  - CPA.
  - Localidad.

```
Prof. Eva González
Escuela Rural 45
Correo Central
X5187XAB
San Clemente
```

- Si el destino está en un país extranjero:
  - Destinatario.
  - Dirección extranjera escrita en el idioma del país de destino (pueden ser varios renglones).
  - País (es conveniente que esté escrito en inglés y en mayúscula).

```
María López
Via Cernuschi 97
21100 Varese (VA)
ITALY
```

- Cuando se escriba el remitente, para cualquier destino:
  - Remitente (pueden ser varios renglones).
  - Calle y altura del domicilio. Piso, departamento o barrio (en caso de que sea necesario).
  - CPA y Localidad.

```
Victoria Bergoglio
Rivadavia 452 - Piso 2
J5102DFI San Juan
```

## Bélgica
En Bélgica, el código postal debe ir antes que el nombre de la localidad, pero el número de la puerta o de la entrada debe ubicarse hacia el fin de la propia dirección (contrariamente a lo que es habitual en Francia):
Ejemplo de una dirección belga:
```
Pierre Dupont
Rue de la Liberté 10
1000 Bruxelles
```

## Canadá
En el Canadá francófono, el código postal se debe ubicar hacia el fin de la línea que contiene el nombre de la ciudad seguido del nombre de la provincia entre paréntesis:
Ejemplo de una dirección canadiense en lengua francesa, seguido del nombre completo de la provincia:
```
Monsieur le Premier ministre
Édifice Langevin
80, rue Wellington
[
6
]

Ottawa (Ontario)  K1A 0A3
[
7
]

Canadá
```

Ejemplo de una dirección canadiense en lengua inglesa (nombre de la provincia en formato abreviado):
```
JUSTIN TRUDEAU
OFFICE OF THE PRIME MINISTER
80 WELLINGTON ST
OTTAWA ON  K1A 0A3
CANADA
```

## España
En España existe un sistema de códigos postales vigente desde los años 80 compuesto de cinco dígitos, indicando los dos primeros la provincia de destino, mientras que los tres restantes van referidos a la localidad o distrito postal (en las que por su tamaño son susceptibles de subdividirse).
El orden habitual de una dirección postal en cuatro líneas es éste:
1. Nombre o razón social.
2. Calle, plaza o vía, separado por coma de su número de portal, de igual manera que de la escalera, piso y puerta.[9]
3. Localidad, aldea, urbanización o entidad inferior de población.
4. Código postal y municipio, recomendado escribirse en mayúscula. Dado que el código ya incluye la referencia provincial, en las capitales de provincia se puede obviar esta indicación, aunque por costumbre se suele escribir en la siguiente línea o —en un formato anterior— entre paréntesis a continuación de la localidad. Es recomendable escribirlo también en mayúscula. Si es un envío internacional desde otro país, se añadirá el nombre de España también en mayúscula y escrito en inglés.

Criterio de la Unión Postal Universal
Por ejemplo:
```
Alfredo Pie de Anselmi
Calle Luis Jorge Castaños, 23, 4.º, B
Urbanización Las Cascajuelas
28999 VALDECILLAS DE JARAMA
MADRID
SPAIN
```

## Estados Unidos
En Estados Unidos, el código postal es el código ZIP, que contiene cinco dígitos, y que se coloca al fin de la línea que comienza por el nombre de la ciudad y la abreviatura del estado. USPS recomienda abreviar el tipo de vía de Street a St, o Drive a Dr por ejemplo. También se pide que se escriba todo en mayúscula para facilitar el escaneo y recomiendan separar la abreviatura del estado y el código postal por dos espacios en vez de uno.

Ejemplo de una dirección estadounidense:
```
JEREMY MARTISON
455 LARKSPUR DR APT B
CALIFORNIA SPRINGS CA  92926
UNITED STATES
```

A veces, es posible utilizar un código ZIP+4, o sea, un código ZIP con cuatro cifras suplementarias, separadas de las cinco cifras iniciales por un guion obligatorio. Es una versión ampliada del código ZIP de 5 dígitos que añade 4 dígitos adicionales al final del código. Estos dígitos se utilizan para refinar aún más el encaminamiento y la clasificación del correo. Esto ayuda al USPS a proporcionar precisión y puntualidad en la entrega del correo. No obstante, el uso de este sistema es facultativo. Ya no se ponen puntos después de las abreviaturas, ni comas después del pueblo o ciudad. 
He aquí un ejemplo de dirección con código ZIP extendido:
```
JEREMY MARTISON
455 LARKSPUR DR APT B
CALIFORNIA SPRINGS CA  92926-4601
UNITED STATES
```

## Francia

### Recomendaciones de los servicios postales
En Francia y según las recomendaciones de La Poste, la dirección postal se compone de:
- Nombre del destinatario del correo (nombre de persona física, nombre de empresa, etc.);
- Menciones complementarias (como ser identificación del apartamento, n° de piso, nombre del edificio, etc.);
- Número ligado a la vía (finalmente seguido de un complemento como por ejemplo bis, ter, quater, etc.),[11] inmediatamente seguido del tipo de vía (rue, avenue, boulevard, etc.) y del nombre de la misma;
- En sustitución de las informaciones del ítem anterior, podría ir el número de la casilla de correo, o el nombre de la granja o establecimiento rural;
- Código postal francés de 5 cifras sin separación, seguidas del nombre de la comuna en letras mayúsculas.

Los servicios de correos franceses solicitan además no acentuar las letras capitales, a pesar de que ello constituye una mala práctica tipográfica criticada especialmente por la Académie française. La norma experimental Afnor XP Z 10-11 de mayo de 1997, sobre la base de recomendaciones de La Poste française, precisa que la sexta línea que establece el código postal y el nombre de la localidad de destino, no debe tener nada más que dígitos y letras mayúsculas, aunque por cierto hay veces que debe transgredirse esta regla, como es el caso por ejemplo de 89190 VILLENEUVE L'ARCHEVÊQUE. Las líneas 4, 5, 6 en principio no deberían tener nada más que letras, dígitos, y espacios, con exclusión de cualquier otro signo o carácter (coma, guion, etc.). Nada es impuesto en este sentido para las líneas 1, 2 y 3, que pueden contener cualquier otro signo tipográfico y diacrítico, así como combinaciones de mayúsculas con minúsculas. Además, el largo de cada línea debería ser como máximo de 38 caracteres, contando también los espacios; se permite abreviar términos en aquellas líneas que superen los 32 caracteres.
Pero los servicios postales y los ruteros, por comodidad, por razones de eficiencia o de compatibilidad, en muchos casos pretenden ser más estrictos que la norma recién expresada, expresando todo en mayúscula, y suprimiendo todo signo especial o parásito tales como acentos, guiones, cedillas, y nada de estilos de letras como itálica o subrayados.

### Ejemplos
Ejemplo de dirección postal de particular en Francia:
```
Pierre Dupond
10 rue de la Liberté
99123 VILLENOUVELLE
```

Ejemplo de dirección postal referida a una casilla de correo correspondiente a la misma comuna francesa:
```
Dupond SA
Service comptable
52 rue des Jonquilles
BP 77
99123 VILLENOUVELLE
```

Ejemplo de una dirección postal referida a una casilla de correo de una comuna diferente:
```
Dupond SA
Service comptable
52 rue des Jonquilles
BP 77 Belleville
99123 VILLENOUVELLE
```

Si la mención de Cedex debe ser indicada luego del nombre de la comuna, debe ser escrita «CEDEX».
Ejemplo de una dirección postal (en Francia) de empresa con CEDEX:
```
Société Dupond
Pierre Berger, directeur commercial
Bâtiment A
44 rue des Facteurs
87160 ARNAC LA POSTE CEDEX 7
```

### CIDEX o CEDEX

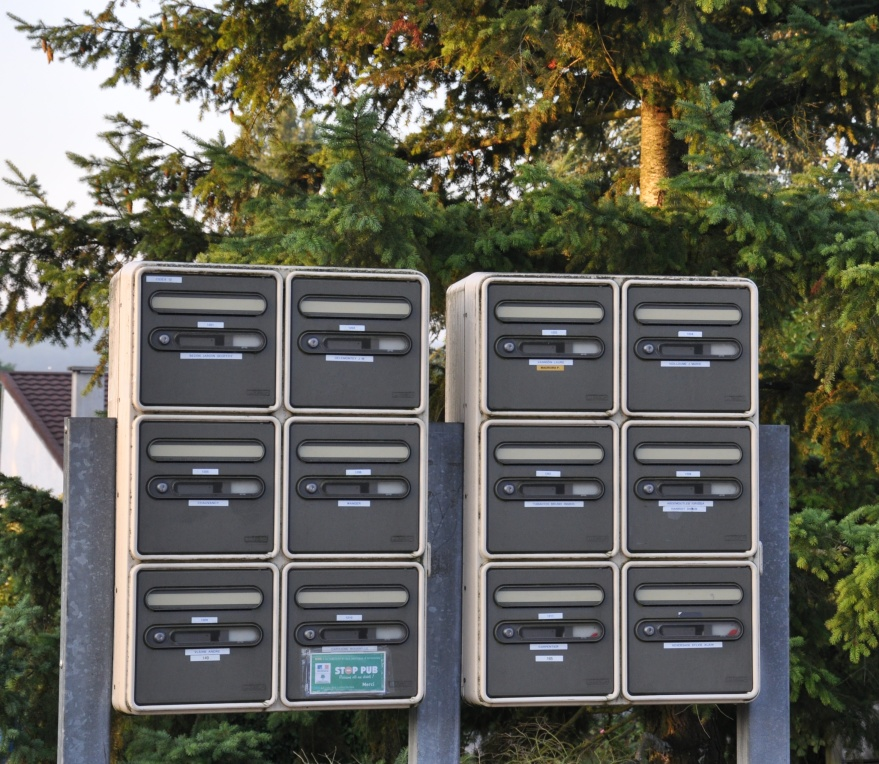
Un CIDEX, agrupamiento de boîtes aux lettres (casillas de correo o cedex) en Francia.

En ciertos casos, la dirección postal puede contener un CIDEX (acrónimo de «courrier individuel à distribution exceptionnelle»), que corresponde a un agrupamiento de boîtes aux lettres, muy especialmente para la mejor distribución del correo en las zonas rurales o en ciertos loteamientos o barrios privados. El objetivo de este especial ordenamiento, es el de permitir al cartero de servir varios buzones diferentes en una única parada, lo que obviamente así le permite ganar en tiempo y en comodidad. Este modelo esencialmente rural de buzones reunidos, fue luego extendido a grandes conjuntos arquitectónicos, edificios de apartamentos, y barrios privados.

### Caso de envíos con destino al extranjero
En el caso de envíos con destino a países extranjeros, la Unión Postal Universal indica que «la zona de la dirección que indica el país de destino está regida por las recomendaciones del país de origen, mientras que las otras líneas deben especificarse según las recomendaciones del país de destino». En este sentido,las recomendaciones por ejemplo de La Poste en Francia, señalan en cuanto a envíos con destino al extranjero que debe escribirse en francés el nombre del país de destino en la última línea destinada a la dirección postal.
```
Ms S. Pollard
1 Chapel Street (
1, rue de la chapelle
)
Heswall
BOURNEMOUTH
BH1 1AA
ROYAUME-UNI (
UNITED KINGDOM
)
```

## México
Según las recomendaciones de Correos de México, los domicilios postales se conforman de la siguiente manera:
| Tipo de domicilio                                  | Estructura del domicilio postal | Ejemplo |
| -------------------------------------------------- | --- | --- |
| Personal                                           | Destinatario Tipo y nombre de vialidad + Número Tipo y nombre de asentamiento Código postal + Localidad (Opcional), Municipio, Entidad federativa | Alejandro Ramírez C. Francisco I. Madero No. 115 Col. Nuevo Casas Grandes Centro 31700 Nuevo Casas Grandes, Chih. |
| Empresarial                                        | Destinatario Área o cargo en la empresa (Opcional) Nombre de la empresa Tipo y nombre de vialidad + Número Tipo y nombre de asentamiento Código postal + Localidad (Opcional), Municipio, Entidad federativa                                                                | Ing. Juan Rodríguez Altamirano Farmacéutica Altamirano Av. Durango No. 264 Int. 1 Col. Primer Cuadro 81200 Los Mochis, Ahome, Sin. |
| Apartado Postal, Lista de Correos o Poste Restante | Destinatario [Empresarial] Área o cargo en la empresa (Opcional) [Empresarial] Nombre de la empresa Forma de reparto + [Apartado Postal] Número Nombre de la administración postal Código postal de la oficina postal + Localidad (Opcional), Municipio, Entidad federativa | Daniel González Oritz Apartado Postal A44 Administración Postal Calvillo 20801 Calvillo, Ags. Esteban Martínez Hernández Lista de Correos Administración Postal Esperanza 85211 Cajeme, Son. Esperanza Rodríguez Domínguez Poste Restante Administración Postal Bermejillo 35231 Mapimí, Dgo. |

## Portugal
En Portugal, según las recomendaciones de Correios de Portugal (o CTT], en cada dirección postal es necesario indicar los elementos siguientes:

### Dirección postal sin que sea una casilla de correo
- Nombre del destinatario
- Tipo y nombre de la vía, seguido de los complementos de la dirección, como ser el número identificatorio, nombre del edificio, piso, número de apartamento, etc, y/o manzana y solar, y/o nombre del loteamiento.
- Nombre del barrio, de la zona, o del lugar.
- Número o identificación del buzón individual, o CCI, si existiera.
- Código postal de siete cifras en el formato XXXX-XXX, y nombre de la localidad.

Seguidamente un ejemplo:
```
PEDRO DA PONTE
RUA ALFREDO GUIMARÃES, 230
4800-407 GUIMARÃES
```

### Dirección postal con casilla de correo
- Nombre del destinatario.
- La mención «APARTADO» y el número de la casilla postal.
- Nombre de la entidad postal u oficina, o depósito postal «Estação de Correios» (abreviación EC) o centro de distribución postal «Centro de Distribuição Postal» (abreviación CDP).
- con siete dígitos, en el formato XXXX-XXX, seguido del nombre de la localidad.

Seguidamente un ejemplo:
```
PATRÍCIA MARTINS
APARTADO 42024
EC TELHEIRAS
1601-801 LISBOA
```

### Normas de redacción de la dirección postal en Portugal

#### Líneas y caracteres
- Redactar la dirección postal en seis líneas como máximo.
- Las líneas en blanco intermedias están especialmente no recomendadas.
- De preferencia, al redactar las líneas se deberán usar caracteres en mayúscula, acentuados o no según las reglas ortográficas portuguesas.
- Utilizar únicamente los caracteres de la A a la Z, con o sin acentos, y los dígitos del 0 al 9. Otros caracteres como los guiones o las comas son desaconsejados, o incluso prohibidos.
- El tipo de vía y el nombre de la vía, así como otras referencias, deberán expresarse sin sobrepasar seis líneas como máximo, de 38 caracteres como máximo en cada línea. Los complementos de la dirección deberán indicarse del más general al más particular.

#### Abreviaciones
Está recomendado no usar abreviaciones; de todas maneras, éstas pueden ser necesarias o cómodas. Con la finalidad de que las abreviaciones puedan ser entendidas, es conveniente respetar ciertas reglas:
- Los tipos de vía pueden ser abreviadas, y ello por lo general no representa problemas.
- Las partículas patronímicas (de, da, das, do, dos) pueden ser suprimidas, también sin generar inconvenientes.
- Los titres de personnes pueden ser abreviados o suprimidos.
- No insertar punto después de las abreviaturas; las mismas deben ser terminadas simplemente con un espacio.
- Los nombres de vías y de localidades nunca deberán ser abreviadas, al menos si están compuestas por menos de tres palabras; lo que en estos casos puede abreviarse son los titre de personne.
- La primera palabra y la última palabra de los nombres de calles y de localidades, jamás deben ser abreviadas, con la excepción de los titre de personne; en cambio sí se permiten abreviar las palabras intermedias de esos nombres, al menos si ello no compromete la evocación del nombre en extenso (y cuando estas palabras se abrevian, se suele utilizar como abreviatura la inicial de cada una de ellas). Como anteriormente ya se dijo, no se debe indicar un punto luego de estas iniciales sino un espacio en blanco.

#### Código Postal
El formato del código postal en Portugal cambió en 1998. Está compuesto por siete cifras separadas en dos grupos: una primera parte de cuatro dígitos, y una segunda parte de tres dígitos, y el formato de representación más usado y recomendado es «XXXX-XXX»; el guion entre estos dos grupos de cifras es obligatorio. Las cuatro primeras cifras recién mencionadas indica la zona postal (generalmente integrada en un municipio o concelho), y las tres últimas cifras designan la vía, la aldea o el lugar.
Tal como está organizado por CTT (Correos de Portugal), el sistema permite que con el nombre del destinatario (Paulo Pinto Gomes) y el código correctamente señalado (1180-194), sin ninguna otra indicación añadida en el sobre (tipo calle, localidad, freguesía, etc.), el envío llegue perfectamente a su destino. 
Los códigos postales de cuatro cifras para los correspondientes concelhos o municipios están disponibles en línea en el formato PDF (consultar el sitio web de CTT). Un servicio en línea gratuito permite conocer los nuevos códigos postales de Portugal de siete cifras; este servicio está también disponible en el sitio web de CTT).

### Subdivisiones de Portugal
A fin de conocer los Distritos y los Concelhos de Portugal, consultar el artículo Subdivisões de Portugal.

### Posicionamiento de la dirección
Como norma general, las medidas que se deben respetar en los sobres postales son las siguientes:
- La dirección medirá como máximo 130 mm de largo y queda situada a 40 mm del borde superior del sobre, 10 mm del borde derecho y 15 mm del borde inferior. A la izquierda de la dirección postal debe haber un espacio de 20 mm en blanco, libre de cualquier marca, elemento....
- La zona de los sellos medirá un máximo de 74 mm de largo por 40 mm de alto, y estará colocada en el ángulo superior derecho del sobre.
- El remitente puede escribir sus datos postales en el ángulo superior izquierdo, siempre que no invada los márgenes de separación.
- Hay un espacio bajo el remite para indicaciones como "Correio Urgente" o similares, que no ocuparán en ningún caso los márgenes contiguos.

## Reino Unido
En el Reino Unido, el código postal se lo ubica siempre en la última línea, y después del nombre de la ciudad o localidad de destino:
Ejemplo de una dirección postal de este tipo:
```
Mr John SMITH
1 Vallance Road
Bethnal Green
LONDON
E2 1AA
```

## Suiza
En Suiza, el código postal (compuesto de cuatro cifras) se debe ubicar antes del nombre de la ciudad o localidad de destino, y por su parte el número de la entrada se debe colocar en este caso después del nombre de la calle o vía (contrariamente a lo que ocurre en Francia).
Ejemplo de una dirección postal en Suiza (tráfico local):
```
Monsieur
Pierre Dupont
Rue Pépinet 10
1003 Lausanne
```

Ejemplo de una dirección en Suiza para un envío desde el extranjero:
```
Monsieur
Pierre Dupont
Rue Pépinet 10
1003 Lausanne
Suisse
```